# Filmographie de Totò

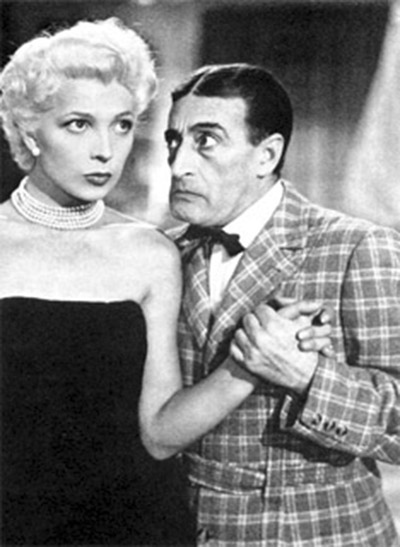
Avec Isa Barzizza dans Les Six Femmes de Barbe Bleue (1950).

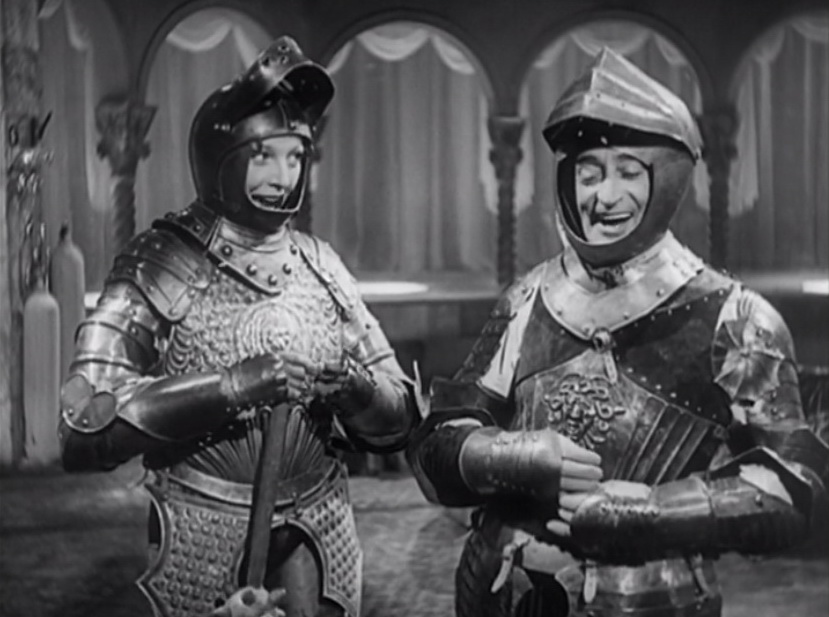
Avec Isa Barzizza dans Les Six Femmes de Barbe Bleue (1950).

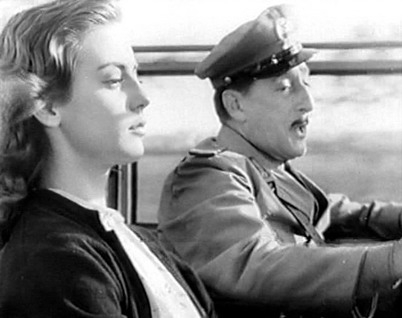
Avec Anna Maria Ferrero dans Totò e Carolina (1955).

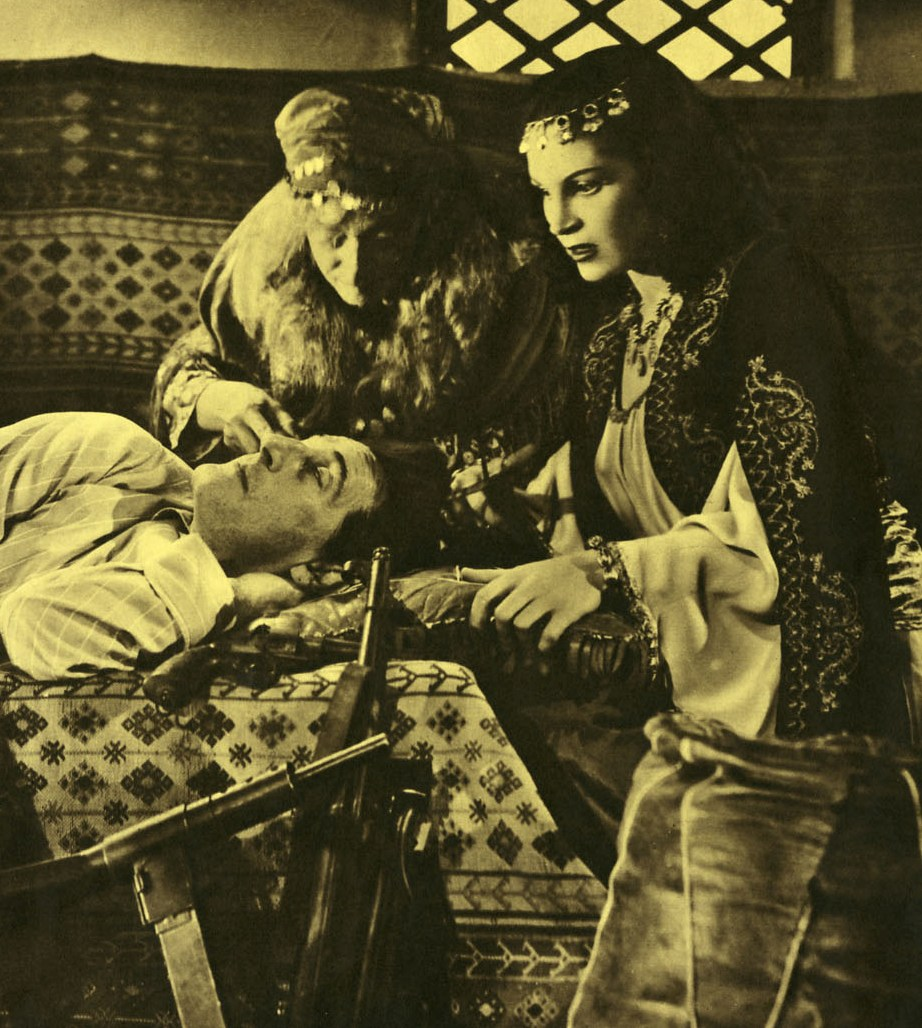
Avec Carla Calò dans Totò le Moko (1950).

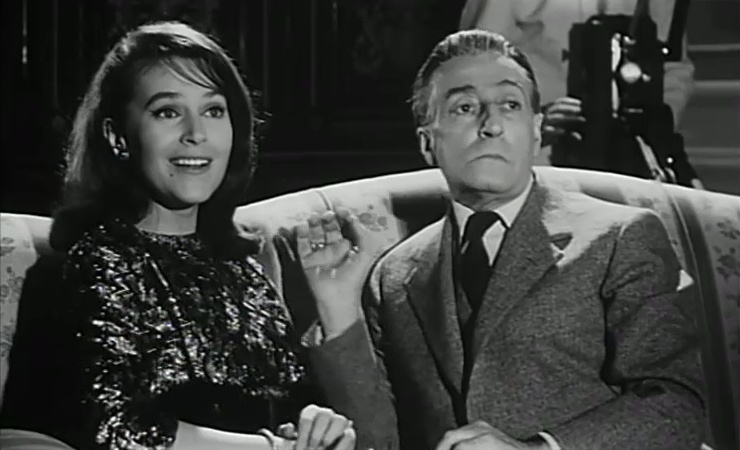
Avec Béatrice Altariba dans Totò diabolique (1962).

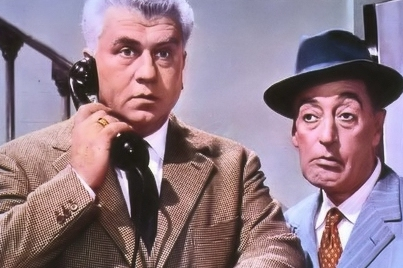
Avec Gino Cervi dans Il coraggio (1955).

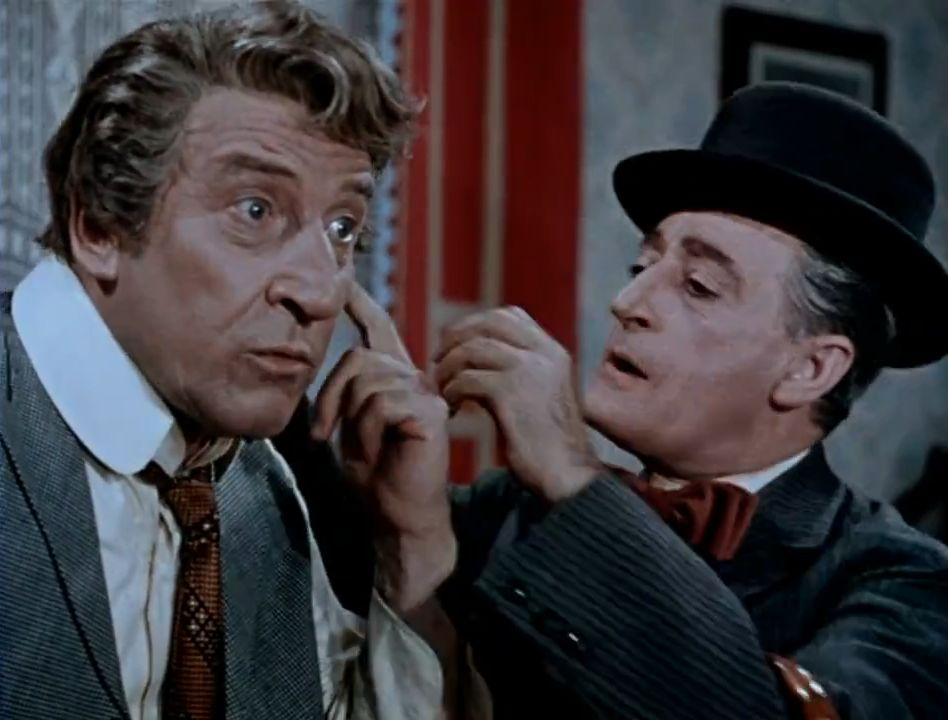
Avec Carlo Ninchi dans Il medico dei pazzi (1954).

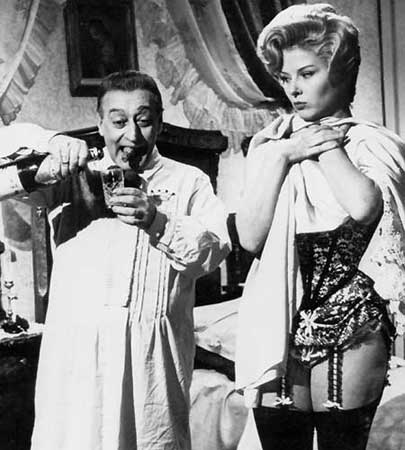
Avec Delia Scala dans Signori si nasce (1960).

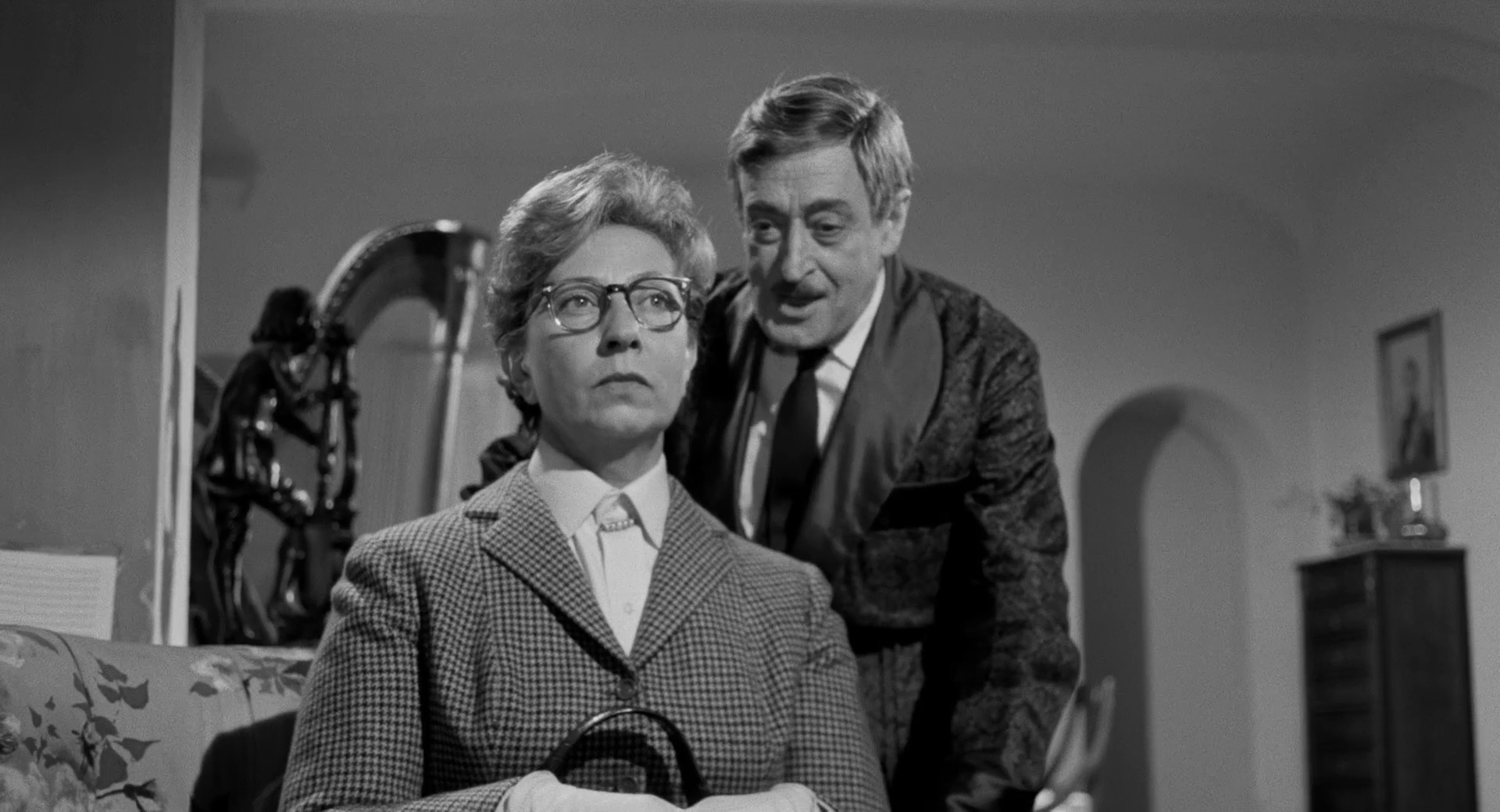
Avec Lina Volonghi dans Rita, la figlia americana (1965).

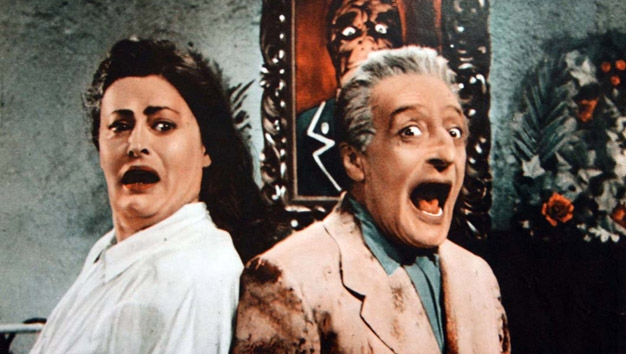
Avec Alda Mangini dans Totò cherche un appartement (1949).

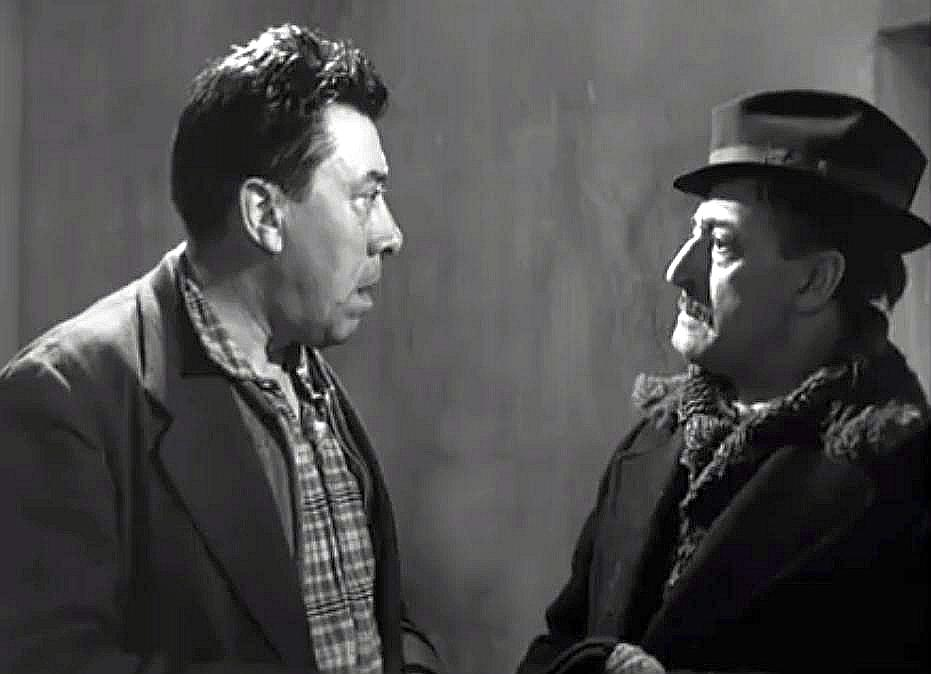
Avec Fernandel dans La loi, c'est la loi (1958).

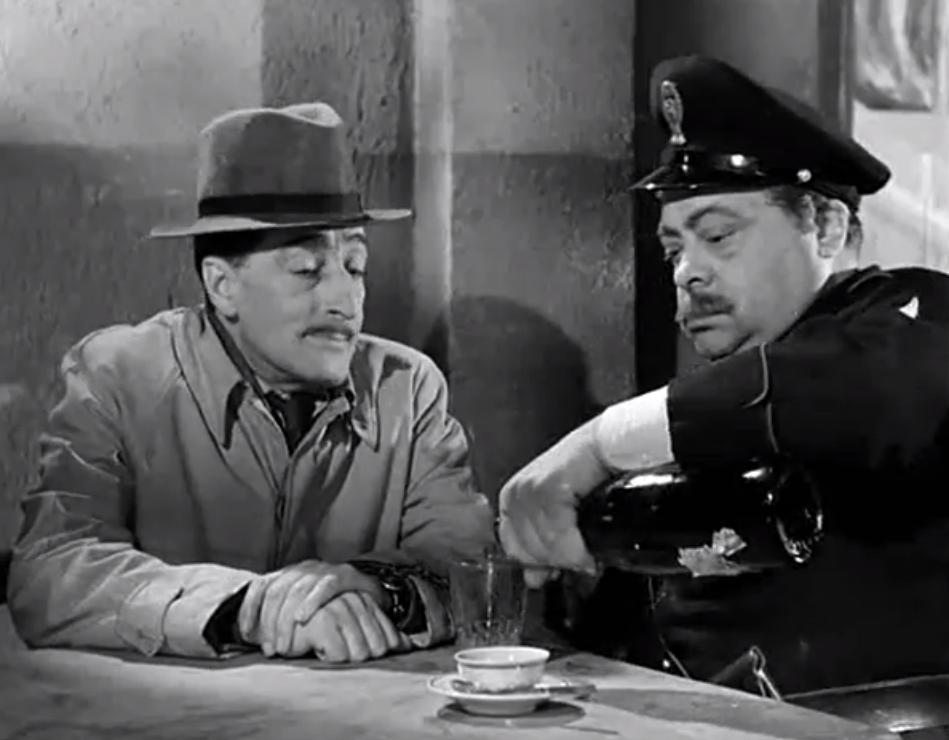
Avec Aldo Fabrizi dans Gendarmes et Voleurs (1951).

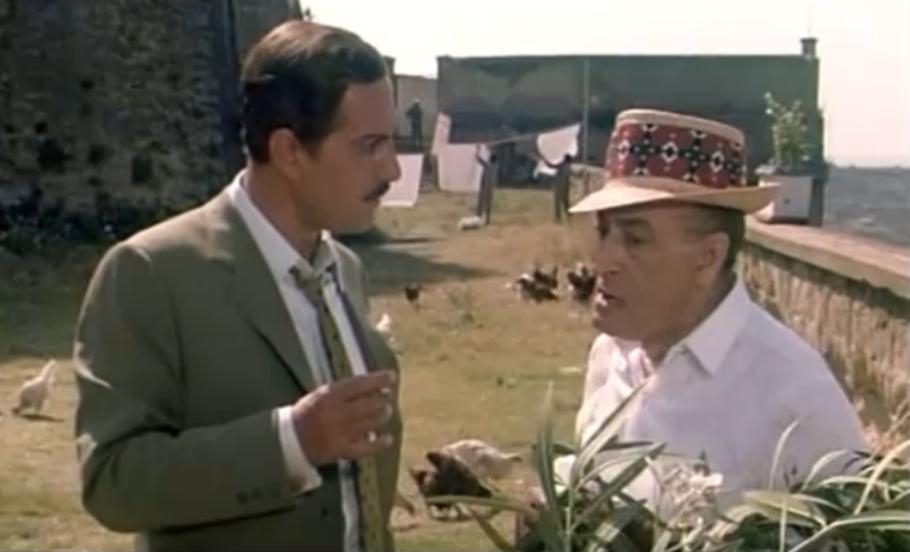
Avec Nino Manfredi dans Opération San Gennaro (1966).

Totò a joué dans pas moins de 97 films, pour le grand écran de 1937 à sa mort en 1967, pour une moyenne de plus de 4 par an (un chiffre qui ne tient pas compte de son interruption pendant la guerre). Il a travaillé avec 42 réalisateurs différents, ceux avec lesquels il a produit le plus étant Mario Mattoli (16 films), Steno (14 films), Camillo Mastrocinque (11 films), Sergio Corbucci (7 films), Mario Monicelli (7 films) et Carlo Ludovico Bragaglia (6 films). Au total, ses films ont été visionnés par 270 millions de spectateurs en Italie.
Il tient toujours dans ses films le rôle de protagoniste, à l'exception de son rôle de figurant dans Le Jour le plus court (1962) ; il y a également dans sa filmographie neuf films à sketches dans lesquels il ne joue que dans l'un des sketches, à part dans Caprice à l'italienne (1967) où il figure dans deux sketches ; le cas de Jeux d'adultes (1967) dans lequel il n'a tourné qu'une première scène d'enterrement le 13 avril avant de décéder le surlendemain est particulier. En outre, il faut également tenir compte de neuf films pour la télévision dans la série Tutto Totò (it) d'après une idée de Mario Castellani, qui sont sortis après sa mort, ainsi que de quelque 46 projets qui n'ont jamais été réalisés.

## Acteur de cinéma
- 1935 : Fermo con le mani de Gero Zambuto : comte Totò di Torretora
- 1937 : Animali pazzi de Carlo Ludovico Bragaglia : baron Tolomeo dei Tolomei
- 1940 : Totò, apôtre et martyr (San Giovanni decollato) d'Amleto Palermi et Giorgio Bianchi : maître Agostino Miciacio
- 1941 : L'allegro fantasma d'Amleto Palermi
- 1943 : Due cuori fra le belve de Giorgio Simonelli
- 1943 : Arcobaleno, film perdu de Giorgio Ferroni
- 1945 : Il ratto delle Sabine de Mario Bonnard
- 1947 : Les Deux Orphelins (I due orfanelli) de Mario Mattoli avec Luigi Almirante : Gasparre
- 1948 : Totò au Tour d'Italie (Totò al giro d'Italia) de Mario Mattoli
- 1948 : Arènes en folie (Fifa e arena) de Mario Mattoli
- 1949 : Yvonne la Nuit de Giuseppe Amato : Nino, le fantaisiste
- 1949 : L'Empereur de Capri (L'imperatore di Capri) de Luigi Comencini
- 1949 : Les Pompiers chez les pin-up (I pompieri di Viggiù) de Mario Mattoli
- 1949 : Totò cherche un appartement (Totò cerca casa) de Mario Monicelli et Steno
- 1949 : Totò le Moko de Carlo Ludovico Bragaglia
- 1950 : Naples millionnaire (Napoli milionaria) d'Eduardo De Filippo : Pasquale Miele
- 1950 : Deux Légionnaires au harem (Totò sceicco) de Mario Mattoli
- 1950 : Quarantasette morto che parla de Carlo Ludovico Bragaglia
- 1950 : Figaro qua, Figaro là de Carlo Ludovico Bragaglia
- 1950 : Les Six Femmes de Barbe Bleue (Le sei mogli di Barbablù) de Carlo Ludovico Bragaglia
- 1950 : Totò cherche une épouse (Totò cerca moglie) de Carlo Ludovico Bragaglia
- 1950 : Totò Tarzan (Tototarzan) de Mario Mattoli
- 1951 : Gendarmes et Voleurs (Guardie e ladri) de Mario Monicelli et Steno : Ferdinando Esposito
- 1951 : Sette ore di guai de Marcello Marchesi et Vittorio Metz
- 1951 : Totò e i re di Roma de Mario Monicelli et Steno
- 1951 : Totò terzo uomo de Mario Mattoli
- 1952 : Totò et les femmes (Totò e le donne) de Mario Monicelli et Steno
- 1952 : Totò en couleurs (Totò a colori) de Steno
- 1953 : Il più comico spettacolo del mondo de Mario Mattoli
- 1953 : Un turco napoletano de Mario Mattoli
- 1953 : Totò, Peppino e una di quelle d'Aldo Fabrizi
- 1953 : L'uomo, la bestia e la virtù de Steno : professeur Paolino
- 1954 : L'Or de Naples (L'oro di Napoli) de Vittorio De Sica, segment La Gouape (Il guappo) : Don Saverio Petrillo
- 1954 : Où est la liberté ? (Dov'è la libertà ?) de Roberto Rossellini : Salvatore Lojacono
- 1954 : Misère et Noblesse (Miseria e nobiltà) de Mario Mattoli
- 1954 : Quelques pas dans la vie (Tempi nostri) d'Alessandro Blasetti et Paul Paviot
- 1954 : Il medico dei pazzi de Mario Mattoli
- 1954 : Questa è la vita segment La patente de Luigi Zampa
- 1954 : Totò en enfer (Totò all'inferno) de Camillo Mastrocinque
- 1954 : Totò cerca pace de Mario Mattoli
- 1954 : Les Trois Voleurs (I tre ladri) de Lionello De Felice
- 1955 : Cette folle jeunesse (Racconti romani) de Gianni Franciolini
- 1955 : Carrousel des variétés (Carosello del varietà) d'Aldo Bonaldi et Aldo Quinti
- 1955 : Il coraggio de Domenico Paolella
- 1955 : Destinazione Piovarolo de Domenico Paolella
- 1955 : Siamo uomini o caporali de Camillo Mastrocinque
- 1955 : Totò e Carolina de Mario Monicelli
- 1956 : Totò faux-monnayeur (La banda degli onesti)  de Camillo Mastrocinque
- 1956 : Totò quitte ou double (Totò lascia o raddoppia?) de Camillo Mastrocinque
- 1956 : Totò, Peppino et les hors-la-loi (Totò, Peppino e i fuorilegge) de Camillo Mastrocinque
- 1956 : Totò, Peppino et la danseuse (Totò, Peppino e... la malafemmina) de Camillo Mastrocinque
- 1957 : Dites 33 (Totò, Vittorio e la dottoressa) de Camillo Mastrocinque
- 1958 : La loi, c'est la loi (La legge è legge) de Christian-Jaque : Giuseppe La Paglia
- 1958 : Le Pigeon (I soliti ignoti) de Mario Monicelli : Dante Cruciani
- 1958 : Totò nella luna de Steno
- 1958 : Mon gosse (Totò e Marcellino) d'Antonio Musu
- 1958 : Jambes d'or (Gambe d'oro) de Turi Vasile et Antonio Margheriti
- 1958 : Parisien malgré lui (Totò a Parigi) de Camillo Mastrocinque
- 1958 : Totò, Peppino et les Fanatiques (Totò, Peppino e le fanatiche) de Mario Mattoli
- 1959 : Fripouillard et Cie (I tartassati) de Steno
- 1959 : I ladri de Lucio Fulci
- 1959 : Débrouillez-vous ! (Arrangiatevi) de Mauro Bolognini
- 1959 : La cambiale de Camillo Mastrocinque
- 1959 : Totò à Madrid ou Un coup fumant (Totò, Eva e il pennello proibito) de Steno
- 1960 : Totò, Fabrizi e i giovani d'oggi de Mario Mattoli
- 1960 : Chi si ferma è perduto de Sergio Corbucci
- 1960 : Le Lit pour trois (Letto a tre piazze) de Steno
- 1960 : Nous les durs ! (Noi duri) de Camillo Mastrocinque
- 1960 : Larmes de joie (Risate di gioia) de Mario Monicelli
- 1960 : Signori si nasce de Mario Mattoli
- 1961 : Totò, Peppino e... la dolce vita de Sergio Corbucci
- 1961 : Les Deux Brigadiers (I due marescialli) de Sergio Corbucci
- 1961 : Son Excellence est restée dîner (Sua Eccellenza si fermò a mangiare) de Mario Mattoli
- 1961 : Totò l'Embrouille (Totòtruffa 62) de Camillo Mastrocinque
- 1962 : Les Deux Colonels (I due colonnelli) de Steno
- 1962 : Le Jour le plus court (Il giorno più corto) de Sergio Corbucci
- 1962 : L'Amnésique de Collegno (Lo smemorato di Collegno) de Sergio Corbucci
- 1962 : Totò contre Maciste (Totò contro Maciste) de Fernando Cerchio
- 1962 : Totò diabolique (Totò diabolicus) de Steno
- 1962 : Totò la nuit (Totò di notte n. 1) de Mario Amendola
- 1962 : Totò et Peppino séparés à Berlin (Totò e Peppino divisi a Berlino) de Giorgio Bianchi
- 1963 : Il comandante de Paolo Heusch
- 1963 : Le Religieux de Monza (Il monaco di Monza) de Sergio Corbucci
- 1963 : Les Motorisées (Le motorizzate) de Marino Girolami
- 1963 : Gli onorevoli de Sergio Corbucci
- 1963 : Totò contre les quatre (Totò contro i quattro) de Steno
- 1963 : Totò et Cléopâtre (Totò e Cleopatra) de Fernando Cerchio
- 1963 : Totò sexy de Mario Amendola
- 1964 : Ah ! Les Belles Familles (Le belle famiglie) d'Ugo Gregoretti
- 1964 : Che fine ha fatto Totò Baby? d'Ottavio Alessi
- 1964 : Totò contre le pirate noir (Totò contro il pirata nero) de Fernando Cerchio
- 1964 : Totò d'Arabia de José Antonio de la Loma
- 1965 : Les Amants latins (Gli amanti latini) de Mario Costa
- 1965 : La Mandragore (La mandragola) d'Alberto Lattuada
- 1965 : Rita, la figlia americana  de Piero Vivarelli
- 1966 : Des oiseaux, petits et gros (Uccellacci e uccellini) de Pier Paolo Pasolini, rôle d'Innocenti Totò / frère Cicillo
- 1966 : Les Sorcières (Le streghe), segment La Terre vue de la Lune (La Terra vista dalla luna) de Pier Paolo Pasolini : Ciancicato Miao
- 1966 : Opération San Gennaro (Operazione San Gennaro) de Dino Risi
- 1967 : Jeux d'adultes (Il padre di famiglia) de Nanni Loy : l'homme au cimetière (non crédité)[3]
- 1968 : Caprice à l'italienne (Capriccio all'italiana), segment Le Monstre du dimanche (Il mostro della domenica) de Steno : Anziano père, et segment Que sont les nuages ? (Che cosa sono le nuvole ?) de Pier Paolo Pasolini : Iago

### Acteur defilms de montage
- 1953 : Dieci anni della nostra vita de Romolo Marcellini
- 1955 : Carrousel des variétés (Carosello del varietà) d'Aldo Bonaldi et Aldo Quinti
- 1962 : L'italiano ha 50 anni de Franca Maria Trapani
- 1964 : Risate all'italiana de plusieurs réalisateurs
- 1968 : Totò story (it) de Mario Mattoli et Camillo Mastrocinque
- 1976 : Un sorriso, uno schiaffo, un bacio in bocca (it) de Mario Morra
- 1977 : Kolossal - i magnifici macisti de Mario Morra et Antonio Avati
- 1978 : Totò, une anthologie (it) (Antologia di Totò) de plusieurs réalisateurs[5]
- 1980 : SuperTotò (it) de Brando Giordani (it) et Emilio Ravel (it)

## Acteur de télévision
Tous ces téléfilms font partie de la série Tutto Totò (it) réalisée par Daniele D'Anza et Bruno Corbucci sur une idée de Mario Castellani.
- 1967 : Il latitante de Daniele D'Anza : Gennaro Lapezza
- 1967 : Il tuttofare de Daniele D'Anza : Rosario De Gennaro
- 1967 : Il grande maestro de Daniele D'Anza : Mardoccheo Stonatelli
- 1967 : Don Giovannino de Bruno Corbucci : Barnaba Parmiggiani
- 1967 : La scommessa de Bruno Corbucci : Oberdan Lo Cascio
- 1967 : Totò ciak de Bruno Corbucci : l'agent secret
- 1967 : Totò a Napoli de Bruno Corbucci et Mario Amendola : le guide
- 1967 : Totò yè yè de Bruno Corbucci et Mario Amendola : le violoncelliste
- 1967 : Premio Nobel de Michele Galdieri (it) et Bruno Corbucci : Serafino Bolletta
- Totò a Natale de Bruno Corbucci — inédit / film perdu

## Acteur de doublage
- 1947 : La Belle Esclave (Slave Girl) de Charles Lamont : voix de Gobbone, le chameau qui raconte les événements du film[7]

## Scénariste
- 1952 : Totò en couleurs (Totò a colori) de Steno
- 1954 : Il medico dei pazzi de Mario Mattoli
- 1954 : Totò en enfer (Totò all'inferno) de Camillo Mastrocinque
- 1955 : Siamo uomini o caporali de Camillo Mastrocinque
- 1955 : Il coraggio de Domenico Paolella
- 1961 : Les Deux Brigadiers (I due marescialli) de Sergio Corbucci
- 1967 : Il tuttofare de Daniele D'Anza
- 1967 : La scommessa de Bruno Corbucci

## Documentaires posthumes consacrés à Totò
- 2000 : Totò 2001, de Marco Giusti
- 2003 : Il baule di Totò, de Gianni Turco[8]
- 2007 : Un principe chiamato Totò, de Fabrizio Berruti
- 2009 : Totò, Napoli... ed io, de Diana De Curtis et Francesco Brancatella
- 2018 : InediTotò, réalisé pour le 120e anniversaire de la naissance de l'acteur, réalisé par Franco Longobardi